# Willem Holleeder
 (mars 2018).
Si vous disposez d'ouvrages ou d'articles de référence ou si vous connaissez des sites web de qualité traitant du thème abordé ici, merci de compléter l'article en donnant les références utiles à sa vérifiabilité et en les liant à la section « Notes et références ».
Willem Frederik Holleeder est un criminel néerlandais, né le 29 mai 1958 à Amsterdam, surnommé dans le milieu de Neus (fr. le nez). Il est connu pour sa participation dans l'enlèvement de Freddy Heineken en 1983.

## Biographie
Son père Wim Holleeder (1927-1990) est cycliste professionnel avant d'être employé dans les brasseries Heineken, étant notamment le chauffeur personnel de Freddy Heineken (en), jusqu'à ce que des problèmes d'alcoolisme le conduisent au licenciement et au suicide.
Dans les années 1970, Willem Holleeder intègre une bande qui sévit dans la capitale néerlandaise, se faisant notamment payer par des propriétaires pour expulser les occupants de squats.
En 1983, il fait partie d'un gang de cinq petits malfrats (dirigé par son copain d'enfance, beau-frère et acolyte Cor van Hout (en)) qui kidnappe Freddy Heineken et son chauffeur Ab Doderer. Ils obtiennent la rançon exigée de 35 millions de florins, l'équivalent de 16 millions d'euros. Ils se savent démasqués et suivis par les services de police presque aussitôt après.
Dans la nuit du 29 novembre 1983, à peine quelques heures avant le coup de filet de la police néerlandaise, Willem Holleeder et son complice Cor van Hout, en fuite, parviennent à déjouer les enquêteurs en passant la frontière française à bord d'une Golf GTI prêtée par un ami, Thomas van der Bijl. Arrivés à Paris à l'insu des autorités néerlandaises qui les cherchent dès lors activement aux quatre coins des Pays-Bas, Willem Holleeder et Cor van Hout louent un appartement au 2, rue de Penthièvre (8ème arrondissement) appartenant à Sylvia Robert-Winter, une professionnelle de l'immobilier qui s'était liée d'amitié avec Willem Holleeder. N'étant pas au courant du kidnapping, la jeune femme se fait entendre dire par Willem Holleeder que son ami et lui ont rejoint la France en raison de problèmes avec le fisc néerlandais.
En 1984, Willem Holleeder est arrêté dans la partie française de l'île franco-néerlandaise de Saint-Martin avec Cor van Hout. Les deux criminels sont conduits à Saint-Martin et ainsi livrés à la justice néerlandaise. Condamnés à 11 ans de captivité, ils sont libérés en 1992. La rançon est en grande partie retrouvée mais les deux hommes auraient récupéré huit millions de florins de la rançon cachée dans le bois de Boulogne, l'argent étant réinvesti à Amsterdam pour former un empire immobilier, avec notamment plusieurs maisons de passe.
En mai 2004, son permis lui est aussi confisqué après un excès de vitesse. Il réussit à le récupérer avec l'argument qu'il est en danger de mort et que se déplacer autrement lui rendrait la vie impossible. Le banquier de la pègre néerlandaise Willem Endstra (en) aurait en effet ordonné son exécution.
En janvier 2006, il est arrêté pour chantage et extorsion de fonds de plusieurs propriétaires immobiliers, dont Willem Endstra. Cette arrestation se fait sur la base des notes d'Ensdra, assassiné en 2004. Le 21 décembre 2007, le tribunal le condamne à une peine d'emprisonnement de neuf ans. Le 27 janvier 2012, il est libéré pour bonne conduite.
En février 2013, la police néerlandaise a eu la surprise de constater que le caïd Willem Holleeder (un des derniers gros parrains du crime batave) était devenu le Vice-Président du chapitre Amsterdam des «No Surrender». Willem démissionnera du poste quelques semaines plus tard.
Il est de nouveau arrêté le 13 décembre 2014 pour avoir menacé de mort le journaliste d'investigation Peter R. de Vries grâce aux renseignements fournis par ses deux sœurs Sonja et Astrid. Elles ont en effet enregistré clandestinement leurs conversations avec lui dans le but de le faire traduire en justice pour les meurtres qu’il a commandités, notamment celui de son ami Cor Van Hout, l’époux de Sonja. Condamné, il met un contrat sur la tête de ses sœurs et de Peter R. de Vries (35 000 € par personne), depuis l'établissement pénitentiaire ultra-sécurisé de Vught où il est incarcéré.
Le 4 juin 2019, Willem Holleeder est condamné à la perpétuité pour avoir commandité cinq meurtres dans les années 2000.

## Cinéma
Sam Worthington l'interprète dans le film Kidnapping Mr. Heineken (2015).